# Wootton (Lincolnshire)
Pour les articles homonymes, voir Wootton.
Wootton est une paroisse civile et un village du Lincolnshire, en Angleterre.